# Cycle des nutriments
 (août 2025).

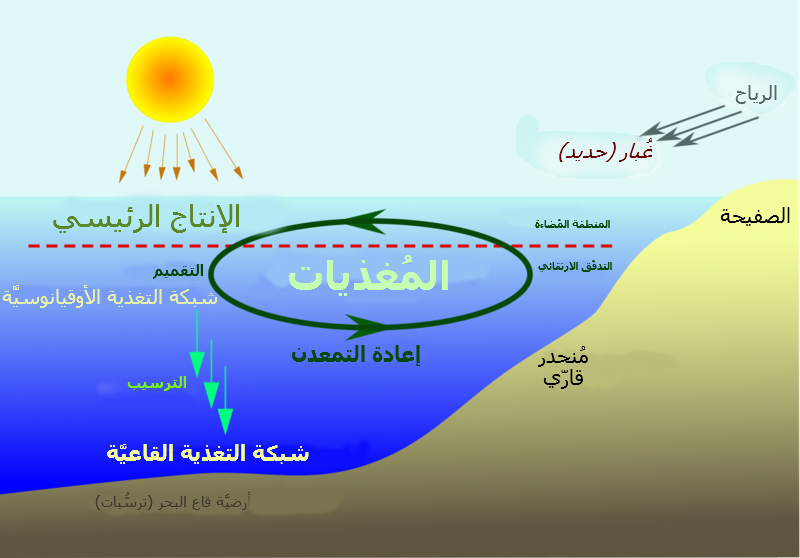
Cycle des nutriments

Le cycle des nutriments (ou recyclage écologique) est le processus par lequel les composés organiques et inorganiques sont réutilisés dans un nouveau but de production de la matière. À l'inverse, l'énergie est utilisée dans un but de consommation sans jamais revenir à son état de départ. On ne peut pas parler de cycle de l'énergie, contrairement au cycle des nutriments minéraux. De ces cycles-ci font partie le cycle du carbone, le cycle du soufre, le cycle de l'azote, le cycle de l'eau, le cycle du phosphore ou encore le cycle de l'oxygène qui parmi d'autres, sont des cycles complets recyclés continuellement avec d'autres nutriments minéraux et participant à une nutrition écologique productive.